# Hans Sandkuhl
Hans Sandkuhl (* 29. Dezember 1877 in Münster; † 15. Januar 1954 in Berleburg) war ein deutscher Kommunalpolitiker und ehrenamtlicher Landrat (CDU).

## Leben und Beruf
Hans (Taufname: Johannes Heinrich Maria) Sandkuhl wurde am 29. Dezember 1877 als Sohn der Eheleute Joseph und Wilhelmina Sandkuhl geb. Werpupp in Münster geboren. Nach dem Schulbesuch absolvierte er eine Schreinerlehre. Von 1900 bis 1904 war Sandkuhl Polizeidiener in Neheim-Hüsten und in Berleburg. In Berleburg wurde er 1905 Polizeisergeant, beantragte allerdings zum 1. April 1912 seine Pensionierung. Von 1912 bis 1954 betrieb er ein Hotel in Berleburg. 
Mitglied des Kreistages des Landkreises Wittgenstein war er von Januar 1946 bis Oktober 1948. Vom 26. Februar 1946 bis zum 26. Oktober 1948 war er Landrat des Landkreises. Sandkuhl war in zahlreichen Gremien der CDU tätig. Von 1948 bis zu seinem Tode war er Ehrenvorsitzender des CDU-Kreisverbandes.

## Familie
Sandkuhl heiratete am 7. Oktober 1903 in Berleburg Theresia Becker (1879–1929) und hatte sechs Kinder.